# Олександрівська копальня (Юзівка)
Олександрівська копальня — один із перших вуглевидобувних копалень на території сучасного Донецька, свого часу найбільша копальня на півдні Російської імперії.

## Історія створення
За наказом Новоросійського і Бессарабського генерал-губернатора Міхаїла Семеновича Воронцова створювалася паливна база для азово-чорноморського торговельного флоту. Гірський інженер О.В. Гур'єв за дорученням Воронцова зайнявся проектуванням копалень у Донбасі.
Гур'єв О. В. досліджував матеріали геологічних розвідок. На їх основі вирішив провести детальні дослідження верховій Кальміусу. Дослідження проводилися в 1841 році і підтвердили можливість промислової експлуатації родовища кам'яного вугілля.
Для створення копальні у родовища була готова інфраструктура. Села, на основі яких надалі утворився сучасний Донецьк могли надати робітників для копальні. Сіло Олександрівка знаходилося в безпосередній близькості. Вода з Кальміусу могла забезпечити копальню та її парові машини водою. Річкова дорога по Кальміусу та ґрунтовими дорогами убік Азовського моря і Дніпра могли використовуватися для транспортного сполучення.
Підземні копалини на площі 15 тисяч десятин і наземні ділянки, на яких розмістилася копальня були орендовані Воронцовим у поміщика Івана Івановича Шидловського, якому належали місцеві землі. Договір оренди був підписаний в 1841 році на 30 років.
З кожного здобутого пуда вугілля Воронцов платив Шидловському 2 копійки серіблом.
Копальня була названа за назвою села Олександрівка.
Центральна шахта копальні називалася Гур'євська. Вона була відкрита в 1842 році. На шахті використовувалася перша на Донбасі парова підіймальна машина. На шахті були свої механічні майстерні, в яких виготовляли устаткування та інструменти для гірничих робіт. Спочатку на шахті Гур'євській працювало 76 осіб. Шахта давала 1368 пудів вугілля на добу. Загальна кількість працівників досягла 350 чоловік.
Після шахти Гур'євської були побудовані ще дві шахти: Михайлівська і Єлизавета. З будівництвом нових шахт збільшилася кількість робітників і на шахті Гур'євська.
Вугілля з копальні успішно продавалося. Його цінували за добру якість, велику теплотворну здатність (6602 калорії) і коксівність. Вугілля купувалося Комісією Пароплавства, використовувалось паровими судами на Чорному морі і для опалювання казенних будівель в портах Чорного моря.
Копальня за декілька років стала найбільшою копальнею на півдні Російської імперії і залишалася такою протягом декількох років. Видобуток вугілля склав півтора мільйони пудів в рік, а під час реконструкції копальні видобуток вугілля міг збільшитися до п'яти мільйонів вугілля на рік і більш.
Успіх Олександрівської копальні спонукав місцевих поміщиків теж зайнятися вуглевидобуванням, що призвело до створення нових копалень. З активним вуглевидобуванням стало зростати місцеве населення.
Шахтарське селище Олександрівської копальні злилося з робочим селищем металургійного заводу Новоросійського товариства. Це селище було назване Юзівкою і стало основою сучасного Донецька.